# Чакабуко (провинция)
Провинция Чакабуко  (исп. Provincia de Chacabuco) — провинция в Чили в составе Столичной области.
Включает в себя 3 коммуны.
Территория — 2076,1 км². Численность населения — 267 553 жителя (2017). Плотность населения — 128,87 чел./км².
Административный центр — Колина.

## География
Провинция расположена на севере Столичной области.
Провинция граничит:
- на севере — провинции Сан-Фелипе-де-Аконкагуа и Лос-Андес
- на востоке — провинция Сантьяго
- на юге — провинция Сантьяго
- на западе — провинции Кильота, Марга-Марга и Мелипилья

## Административное деление
Провинция включает в себя 3 коммуны:
- Колина. Административный центр — Колина.
- Лампа. Административный центр — Лампа.
- Тильтиль. Административный центр — Тильтиль.

## Демография
Согласно сведениям, собранным в ходе переписи 2017 г. Национальным институтом статистики (INE),  население провинции составляет:
| Полное население                            | Полное население                            | Полное население                            | Полное население                            | Полное население                            | 267 553 |
| ------------------------------------------- | ------------------------------------------- | ------------------------------------------- | ------------------------------------------- | ------------------------------------------- | ------- |
| в том числе:                                | Городское население                         | 211 849                                     | Процент городского населения, %             | 79,18                                       |         |
|                                             | Сельское население                          | 55 704                                      | Процент сельского населения, %              | 20,82                                       |         |
|                                             | Мужское население                           | 136 227                                     | Процент мужского населения, %               | 50,92                                       |         |
|                                             | Женское население                           | 131 326                                     | Процент женского населения, %               | 49,08                                       |         |
| Плотность населения, чел/км²                | Плотность населения, чел/км²                | Плотность населения, чел/км²                | Плотность населения, чел/км²                | Плотность населения, чел/км²                | 128,87  |
| Население провинции в % к населению области | Население провинции в % к населению области | Население провинции в % к населению области | Население провинции в % к населению области | Население провинции в % к населению области | 3,76    |

| Динамика изменения населения провинции | Динамика изменения населения провинции | Динамика изменения населения провинции | Динамика изменения населения провинции |
| -------------------------------------- | -------------------------------------- | -------------------------------------- | -------------------------------------- |
| 1992                                   | 2002                                   | 2012                                   | 2017                                   |
| 90 640                                 | 132 798▲                               | 209 772▲                               | 267 553▲                               |